# Методи інтегрування
Знаходження первісної чи інтеграла для довільних функцій — справа значно складніша, ніж диференціювання, тобто пошук похідної. Представити інтеграл довільної функції в елементарних функціях не завжди неможливо. Тому існує набір методів для пошуку інтеграла окремих груп функцій.

## Безпосереднє інтегрування
Використовується таблиця інтегралів.

## Метод підстановки (заміни змінної)
Цей метод містить два прийоми.
a) Якщо для знаходження заданого інтеграла ∫f(x)dx зробити підстановку x = φ(t), тоді має місце рівність:
{\displaystyle \int f(x)\,dx=\int f[\varphi (t)]{\dot {\varphi }}(t)\,dt}
Після знаходження останнього інтеграла треба повернутись до початкової змінної інтегрування х. Для застосування цього прийому треба, щоб функція х — φ (t) мала обернену t = ψ(х).
Приклад. Знайти інтеграл
{\displaystyle I=\int {\frac {x^{2}dx}{\sqrt {25-x^{2}}}}}
Розв'язування. Зробимо підстановку {\displaystyle x=5\sin t}, тоді
{\displaystyle {\sqrt {25-x^{2}}}={\sqrt {25-25\sin ^{2}t}}=5\cos t,dx=(5\sin t)'=5\cos tdt}
Отже, одержимо
{\displaystyle I=\int {\frac {25\sin ^{2}t\cdot 5\cos tdt}{5\cos t}}=25\int \sin ^{2}tdt={\frac {25}{2}}\int (1-\cos 2t)dt={\frac {25}{2}}(\int \,dt-\int \cos 2t\,dt)={\frac {25}{2}}t-{\frac {25}{4}}\sin 2t+C}
Із рівності {\displaystyle x=5\sin t} одержимо {\displaystyle t=\arcsin(x/5);}
{\displaystyle \sin 2t=2\sin t\cos t=2{\frac {x}{5}}\cdot {\frac {1}{5}}{\sqrt {25-x^{2}}}}
{\displaystyle I={\frac {25}{2}}\arcsin {\frac {x}{5}}-{\frac {25}{4}}\cdot {\frac {2x}{25}}{\sqrt {25-x^{2}}}+C={\frac {25}{2}}\arcsin {\frac {x}{5}}-{\frac {x}{2}}{\sqrt {25-x^{2}}}+C.}
b) Якщо зробити заміну змінної, тобто t = φ (х) тоді має місце рівність: {\displaystyle \int f[\varphi (x)]\varphi ^{'}(x)dx=\int f(t)dt}
Після знаходження останнього інтеграла треба повернутись до змінної х, використовуючи рівність t = φ (х).
Приклад. Знайти {\displaystyle \int x{\sqrt {x-3}}\,dx}
Розв'язування. Нехай {\displaystyle {\sqrt {x-3}}=t} тоді {\displaystyle x-3=t^{2}\Rightarrow x=3+t^{2},dx=2tdt}.
{\displaystyle \int x{\sqrt {x-3}}\,dx=\int (t^{2}+3)t\cdot 2tdt=2\int (t^{4}+3t^{2})dt=2\int t^{4}dt+6\int t^{2}dt={\frac {2}{5}}t^{5}+{\frac {6}{3}}t^{3}+C={\frac {2}{5}}{\sqrt {(x-3)^{5}}}+2{\sqrt {(x-3)^{2}}}+C}

## Метод інтегрування частинами
Цей метод застосовується тоді, коли під інтегралом є добуток функцій, і хоча би одна з них є трансцендентною (не степеневою).
Нехай u та v деякі функції х, тобто {\displaystyle u=u(x),v=v(x)}.
Розглянемо диференціал добутку цих функцій.
{\displaystyle d(uv)=udv+vdu}
Інтегруючи обидві частини рівності, одержимо
{\displaystyle \int d(u\cdot v)=\int u\,dv+\int v\,du}
Звідси, враховуючи властивість невизначеного інтеграла, маємо
{\displaystyle u\cdot v=\int u\,dv+\int v\,du}
Отже, одержали формулу
{\displaystyle \int u\,dv=uv-\int v\,du}
яку називають формулою інтегрування частинами.
Ця формула дозволяє звести пошук інтеграла {\displaystyle \int u\,dv} до пошуку інтеграла {\displaystyle \int v\,du}. Якщо вдало обрати u та dv, інтеграл може бути табличним або простішим, ніж початковий інтеграл {\displaystyle \int u\,dv}
Приклад. Знайти {\displaystyle \int \ln x\,dx}
Розв'язування. Нехай {\displaystyle u=\ln x,\ v=x,\ dv=dx,\ du/dx=d(lnx)/dx=1/x,\ du=d(lnx)=dx/x.}
За формулою інтегрування частинами одержимо
{\displaystyle \int \ln x\,dx=x\ln x-\int dx=x\ln x-x+C}

## Інтегрування раціональних дробів
Невизначений інтеграл будь-якого раціонального дробу на будь-якому проміжку, де знаменник дробу не обертається в нуль, існує і подається через елементарні функції, а саме: він є алгебраїчною сумою суперпозиції раціональних дробів, арктангенсів і раціональних логарифмів.
Сам метод полягає в розкладанні раціонального дробу на суму найпростіших.
Усякий правильний раціональний дріб {\displaystyle {\tfrac {P(x)}{Q(x)}}}, знаменник якого розкладено на множники
{\displaystyle Q(x)=(x-a_{1})^{j_{1}}\cdots (x-a_{m})^{j_{m}}(x^{2}+b_{1}x+c_{1})^{k_{1}}\cdots (x^{2}+b_{n}x+c_{n})^{k_{n}}}
де лінійні множники {\displaystyle (x-a_{i})} в {\displaystyle Q(x)} відповідають дійсним кореням {\displaystyle Q(x)}, а множники {\displaystyle (x^{2}+b_{i}x+c_{i})} — незвідні квадратичні множники {\displaystyle Q(x)} що відповідають парам комплексних спряжених коренів {\displaystyle Q(x)}.
Можна подати (лише єдиним способом) у виді наступної суми найпростіших дробів:
{\displaystyle {\frac {P(x)}{Q(x)}}=P_{1}(x)+\sum _{i=1}^{m}\sum _{r=1}^{j_{i}}{\frac {A_{ir}}{(x-a_{i})^{r}}}+\sum _{i=1}^{n}\sum _{r=1}^{k_{i}}{\frac {B_{ir}x+C_{ir}}{(x^{2}+b_{i}x+c_{i})^{r}}}}
Зазвичай невідомі коефіцієнти шукають за допомогою методу невизначених коефіцієнтів.